# امیرآبادکهنه
امیرآبادکهنه نام روستایی است در بخش دشتابی شهرستان بوئین‌زهرا استان قزوین که جمعیتی بالغ بر ۱۵۰۰ نفر دارد.
شغل اهالی آن کشاورزی و رانندگی کامیون است. امیرآباد کهنه باغات فراوانی دارد که انگور و بادام و پسته از محصولاتشان می‌باشد. مجتمع صنعتی برلیان در این روستا واقع شده است.